# تيكسوباكتين
التيكسوباكتين Teixobactin هو /ˌteɪks.oʊ.ˈbæk.tɪn/ مضاد حيوي نشط في مقاومة الجراثيم موجبة الجرام والتي تتميز بجدارها القوي الذي يصعب على المضادات الحيوية اختراقه، وكذلك قضاؤه على الجراثيم عن طريق ربطها بالدهون الثنائية والثلاثية، اللازمة لبناء جدار الخلية .

## التاريخ
أُعلن عن اكتشاف التيكسوباكتين بمجلة ناتشر في أوائل 2015 . أُكتشف التيكسوباكتين بتعاون أمريكي-ألماني وباستخدام طريقة جديدة لزراعة الجراثيم بالتربة ، والتي مكنت الباحثين من زرع نوعية من الجراثيم لم يكن في الإمكان زراعتها من قبل، والتي تنتج هذا النوع من المضادات الحيوية . وحسب الدراسات السريرية التي أجريت على الفئران ، وجد أن التيكسوباكتين لديه القدرة على قتل الجراثيم التي اشتهرت بمقاومتها لجميع المضادات الحيوية، وقدرتها على تطوير نفسها ."

## الأبحاث الطبية
لسنوات عديدة، شكلت مقاومة البكتيريا للمضادات الحيوية، مشكلا عويصا يهدد الصحة العامة. إلا أن اكتشاف نوع جديد يقضي على البكتيريا الممرضة دون مقاومة ملحوظة، قد يفتح افاقا جديدة لعلاج مجموعة من الأمراض المعروفة بمقاومة جراثيمها للادوية. ويعتقد فريق البحث أن اكتشاف تيكسوباكتين يمثل فرصة واعدة لعلاج العدوى المزمنة الناجمة عن سلالات شديدة المقاومة للمضادات الحيوية، والتي يتطلب علاجها استعمال مجموعة من الأدوية ذات الآثار الجانبية السلبية.
يمكن للتيكسوباكتين القضاء على جراثيم منيعة مثل كلوستريديوم ديفيسيلي والتي تتسبب في الإصابة بالإسهال والنزلات المعوية، والمكورات العنقودية الذهبية المتسببة في حالات التسمم الغذائي، كما يقضي على المتفطرة السلية، السبب الرئيسي في الإصابة بالسل .
مرضى السل والكثير من الأمراض الجرثومية التي تطور نفسها وتقاوم تأثير الأدوية، أعلن العلماء اكتشاف التيكسوباكتين، نوع جديد من المضادات الحيوية والتي تعتبر ابتكاراً في علاج العدوى والجراثيم المقاومة للأدوية . يتميز التيكسوباكتين بقدرته على القضاء على مجموعة كبيرة من الجراثيم المقاومة للمضادات الحيوية، بما فيها الميرسا والجراثيم البوغية المسببة لمرض السل، وأمراض خطيرة أخرى لم يكن هناك علاجاً لها في السابق .

## مقاومة المضادات الحيوية
مقاومة المضادات الحيوية هي قدرة الجراثيم والفيروسات والكائنات الدقيقة الأخرى على تحمل تأثير المضاد الحيوي، والتي تنشأ بطريقة طبيعية وتتطور تباعاً لتمكن تلك الكائنات من الحفاظ على حياتها . تتسبب هذه المقاومة في فشل علاج الكثير من الأمراض، والتي تتحول إلى أمراض مزمنة ووبائية وتزيد من نسبة الوفيات.
يلاحظ أن المضادات الحيوية القوية وقت تصنيعها مثل البنسلين، أصبحت الآن أقل فاعلية بكثير بعد تطوير الجراثيم لمقاومتها وكذلك تعقد تركيبها وبنيتها . كما تزيد مقاومة المضادات الحيوية مع كثرة استخدامها . في الدول المتقدمة، لا تصرف المضادات الحيوية دون وصفة طبية، على عكس ما يحدث في دول العالم الثالث، والتي تزيد فيها الأمراض وتتحول إلى أوبئة فتاكة، في ظل تدني الحالة الاقتصادية وسوء الرعاية الصحية.